# Тара Морган
Тара Морган (англ. Tara Morgan, род. 5 октября 1991, Дайер, Индиана) — американская порноактриса и эротическая модель.

## Биография
Родилась 5 октября 1991 года на ферме в небольшом сельском городке Дайере, расположенном в штате Индиана, будучи второй из четырёх детей. В восемь лет переехала в Скоттсдейл, штат Аризона, где училась в школе. Была участником команды, выпускающей школьную газету, занималась лёгкой атлетикой и была чирлидером.
По достижении совершеннолетия начала танцевать в различных клубах Аризоны, чтобы переехать в Лас-Вегас, где одна из её сестер училась. Там продолжила танцевать, пока не переехала в Лос-Анджелес, где благодаря своему первому агенту вступила в контакт с представителями порноиндустрии и дебютировала в качестве порноактрисы в 2014 году, в возрасте 23 лет.
С первых же сцен Тара Морган специализировалась на съемках лесбийского секса, хотя открыто заявляла о себе в различных интервью, что бисексуальна. Снималась у студий, специализирующихся на лесбийской тематике, таких как Web Young, Girls Gone Wild, Reality Kings, Filly Films, Girlfriends Films, Elegant Angel, Fantasy Massage, AMK Pictures, Desire Films, All Girls Massage и Girlsway.
В ноябре 2015 года стала девушкой месяца сайта Girlsway.
В 2016 году была представлена к награде AVN Awards в двух номинациях, и к XBIZ Awards также в двух номинациях. И на той, и на другой — как лесбийская актриса года. Также на AVN была номинирована в категории «лучшая групповая лесбийская сцена» за Turning: A Lesbian Horror Story, а на XBIZ в категории «лучшая секс-сцена в лесбийском фильме» за Lesbian Triangles 30.
Ушла из индустрии в 2018 году, снявшись в 53 фильмах.

## Награды и номинации
| Год  | Церемония                   | Результат | Номинация                               | Работа                          |
| ---- | --------------------------- | --------- | --------------------------------------- | ------------------------------- |
| 2015 | Spank Bank Awards           | Победа    | Мастурбатор года                        | н/д                             |
| 2015 | Spank Bank Awards           | Номинация | Porn’s Next «It» Girl                   | н/д                             |
| 2015 | Spank Bank Awards           | Номинация | Киска года                              | н/д                             |
| 2015 | Spank Bank Technical Awards | Победа    | Clam Crazed Cooze                       | н/д                             |
| 2016 | AVN Awards                  | Номинация | Лесбийская исполнительница года         | н/д                             |
| 2016 | AVN Awards                  | Номинация | Лучшая групповая лесбийская сцена       | Turning: A Lesbian Horror Story |
| 2016 | AVN Awards                  | Номинация | Приз фанатов: самый горячий дебютант    | н/д                             |
| 2016 | Spank Bank Awards           | Номинация | Порно возлюбленная Америки              | н/д                             |
| 2016 | Spank Bank Awards           | Номинация | Мастурбатор года                        | н/д                             |
| 2016 | Spank Bank Awards           | Номинация | Самая очаровательная шлюха              | н/д                             |
| 2016 | Spank Bank Awards           | Номинация | Pussy Eating Princess of the Year       | н/д                             |
| 2016 | Spank Bank Awards           | Номинация | Киска года                              | н/д                             |
| 2016 | Spank Bank Technical Awards | Победа    | Самая милая развратница                 | н/д                             |
| 2016 | Spank Bank Technical Awards | Победа    | Любимая звезда твоей девушки            | н/д                             |
| 2016 | XBIZ Award                  | Номинация | Лесбийская исполнительница года         | н/д                             |
| 2016 | XBIZ Award                  | Номинация | Лучшая секс-сцена в лесбийском фильме   | Lesbian Triangles 30            |
| 2017 | AVN Awards                  | Номинация | Премия фанатов: самая эпическая задница | н/д                             |

## Избранная фильмография
- Blonde’s First Butt[11],
- Creepers Family 7[12],
- Glamour Solos 5[13],
- Here Comes The Bride[14],
- I Came For You[15],
- Playing With Pussy 2[16],
- Pussy Delight 2[17],
- Road Queen 32[18],
- Sharing The Bed[19],
- Wet For Women 2[20].